# Yếu tố kích thích sản sinh hồng cầu
Yếu tố kích thích sản sinh hồng cầu (ESA) là các loại thuốc kích thích tủy xương tạo ra hồng cầu. Chúng được sử dụng để điều trị thiếu máu do bệnh thận giai đoạn cuối, hóa trị, phẫu thuật chính, hoặc một số phương pháp điều trị trong HIV / AIDS. [1] Nếu sử dụng trong những tình huống này, thuốc sẽ làm giảm nhu cầu truyền máu. Các yếu tố khác nhau sẽ có hiệu quả tương đương nhau. Thuốc được đưa vào cơ thể bằng cách tiêm.
Các tác dụng phụ thường gặp có thể bao gồm đau khớp, phát ban, nôn mửa và đau đầu. Tác dụng phụ nghiêm trọng có thể có như đau tim, đột quỵ, làm phát triển ung thư, hoặc thiếu máu do chỉ thiếu hồng cầu. Cũng không rõ ràng về mức độ an toàn nếu sử dụng thuốc trong khi mang thai.  Chúng hoạt động tương tự như hormone erythropoietin có mặt trong các sinh vật.
Yếu tố kích thích sản sinh hồng cầu được chấp thuận đầu tiên cho việc sử dụng y tế tại Hoa Kỳ vào năm 1989. Nó nằm trong danh sách các thuốc thiết yếu của Tổ chức Y tế Thế giới, tức là nhóm các loại thuốc hiệu quả và an toàn nhất cần thiết trong một hệ thống y tế. Các đại lý thương mại có sẵn các yếu tố như epoetin alfa và darbepoetin alfa, cũng như các chất sinh học tương tự khác. Chi phí bán buôn của một phiên bản ở các nước đang phát triển, tính đến năm 2015, là khoảng 3.80 USD/2000 lọ đơn vị. Tại Vương quốc Anh số tiền này có giá khoảng 10 bảng Anh tính đến năm 2015. Việc sử dụng thuốc này ở các vận động viên bị cấm bởi Cơ quan Chống Doping Toàn cầu.